# Stille Nacht (film)
Stille Nacht is een Nederlandse film uit 2004 onder regie van regisseur Ineke Houtman en scenarist Frank Ketelaar.
De film ging in première tijdens het Film By the Sea Festival in Vlissingen en was tevens het debuut in een film voor Victoria Koblenko, die bekend was door haar rol in GTST. De film zou uitgebracht worden als Telefilm, maar kreeg toch een kans in de bioscoop.

## Verhaal
Deze film is gebaseerd op de Utrechtse serieverkrachter. Na de zoveelste verkrachting zonder dat er een dader wordt gepakt besluit de dominante Emma Machielsen, die overdag wiskunde studeert en 's avonds werkt in een bar, dat er maatregelen genomen moeten worden. Ze richt een comité op en hoewel men aanvankelijk gematigd reageert, sluiten er al snel vier andere studenten aan: Marieke Kopermode, Josien Schippers, Laura Fischer en Bonnie Javoer. Omdat de universiteit moet besparen op kosten, kunnen de studenten niet rekenen op financiële steun bij een plan.
De extraverte Marieke, die geen blad voor haar mond neemt, neemt het comité aanvankelijk niet serieus. Totdat zij op een avond alleen door het bos fietst en eindigt als een van de slachtoffers van de verkrachter. Haar vier vriendinnen vinden haar pas na de verkrachting en zijn gechoqueerd door de staat waarin Marieke zich bevindt. Ze zijn vastbesloten om de dader te vinden. De een krijgt last van achtervolgingswaanzin, de ander ziet in elke man een dader. Emma vermoedt dat Edwin Mollenaar de dader is, een medestudent die ooit drie uur te laat op het werk kwam, op dezelfde avond van een verkrachting.
Ondertussen sluit Marieke zich af van de buitenwereld. Waar ze ooit nog sociaal en uitgaand was, vermijdt ze nu oogcontact met anderen. Bonnie is zo begaan met de zaak dat het heeft geleid tot een breuk met haar vriend René. Ze wordt niet veel later door een leraar gevraagd om naakt te poseren voor de man, hetgeen ook vragen opdoet bij de meiden. Ze twijfelen over de onschuld van de man, totdat ze te horen krijgen dat Edwin 's nachts het bos in is gegaan. Emma besluit hem te volgen, maar ontdekt niets mysterieus. Hierna focussen de meiden zich op enkele zedendelinquenten, onder wie Waardenburg. Emma confronteert hem, wat leidt tot een angstaanjagende confrontatie. Ondanks zijn agressie sluit ze hem uit als dader, omdat ze komt te weten dat hij gecastreerd is. Nadien onthult ze dat ze als kind is verkracht.
In tussentijd herkent Marieke door het geluid ervan het merk van de riem van de dader. Bonnie merkt op dat de leraar deze zelfde riem draagt en gaat in op zijn aanbod om voor hem te poseren om zo meer van hem te weten te komen. Ook Josien merkt op dat Jonathan, de vriendelijke bibliotheekmedewerker met wie ze regelmatig praat, deze riem draagt. Na een dubieus gesprek is ze ervan overtuigd dat hij de dader is. Ook de andere drie meiden zijn inmiddels tot die ontdekking gekomen. Marieke breekt bij hem in en vindt zijn werktuig. Jonathan houdt haar vast, maar de andere meiden schieten haar te hulp en overmeesteren hem. Marieke gebruikt uiteindelijk zijn eigen werktuig om hem te vermoorden.
Aan het einde blijkt dat Laura, die door de film heen regelmatig in gesprek was met de psycholoog vanwege een trauma uit het verleden, wist dat de psycholoog Jonathans vader was. Ze vertelt hem dat ze na de moord het lijk hebben gedumpt en dat niemand van het comité ooit werd verdacht.

## Rolbezetting
- Josefien Hendriks als Josien Schipper
- Liesbeth Kamerling als Emma Machielsen
- Victoria Koblenko als Marieke Kopermode
- Caro Lenssen als Laura Fisher
- Christel Oomen als Bonnie Javoer
- Victor Löw als Hans Porcelijn
- Peter Blok als Dekker
- Jeroen Spitzenberger als Jonathan
- Jaap Spijkers als Van den Brink
- Oren Schrijver als René

## Productie
Stille Nacht werd zeventien dagen achter elkaar 's nachts gefilmd in het Vliegenbos in maart 2004, wat regisseur Ineke Houtman "slopend" noemde.
Houtman wilde met de verkrachtingsscènes niet choqueren, omdat ze de nadruk wilde leggen op de psychische invloed op het meisje dat is verkracht.
1896-1909 · 1910-19 · 1920-29 · 1930-39 · 1940-49 · 1950-59 · 1960-69 · 1970-79 · 1980-89 · 1990-99 · 2000-09 · 2010-19
· 2020-29